# Necrosyrtes monachus
Il capovaccaio pileato (Necrosyrtes monachus Temminck, 1823), unica specie del genere Necrosyrtes Gloger, 1841, è un rapace della famiglia degli Accipitridi originario dell'Africa sub-sahariana. Nonostante il nome e una certa somiglianza esteriore, non è affatto imparentato con il capovaccaio (Neophron percnopterus), che appartiene a un'altra sottofamiglia, i Gipetini.

## Descrizione

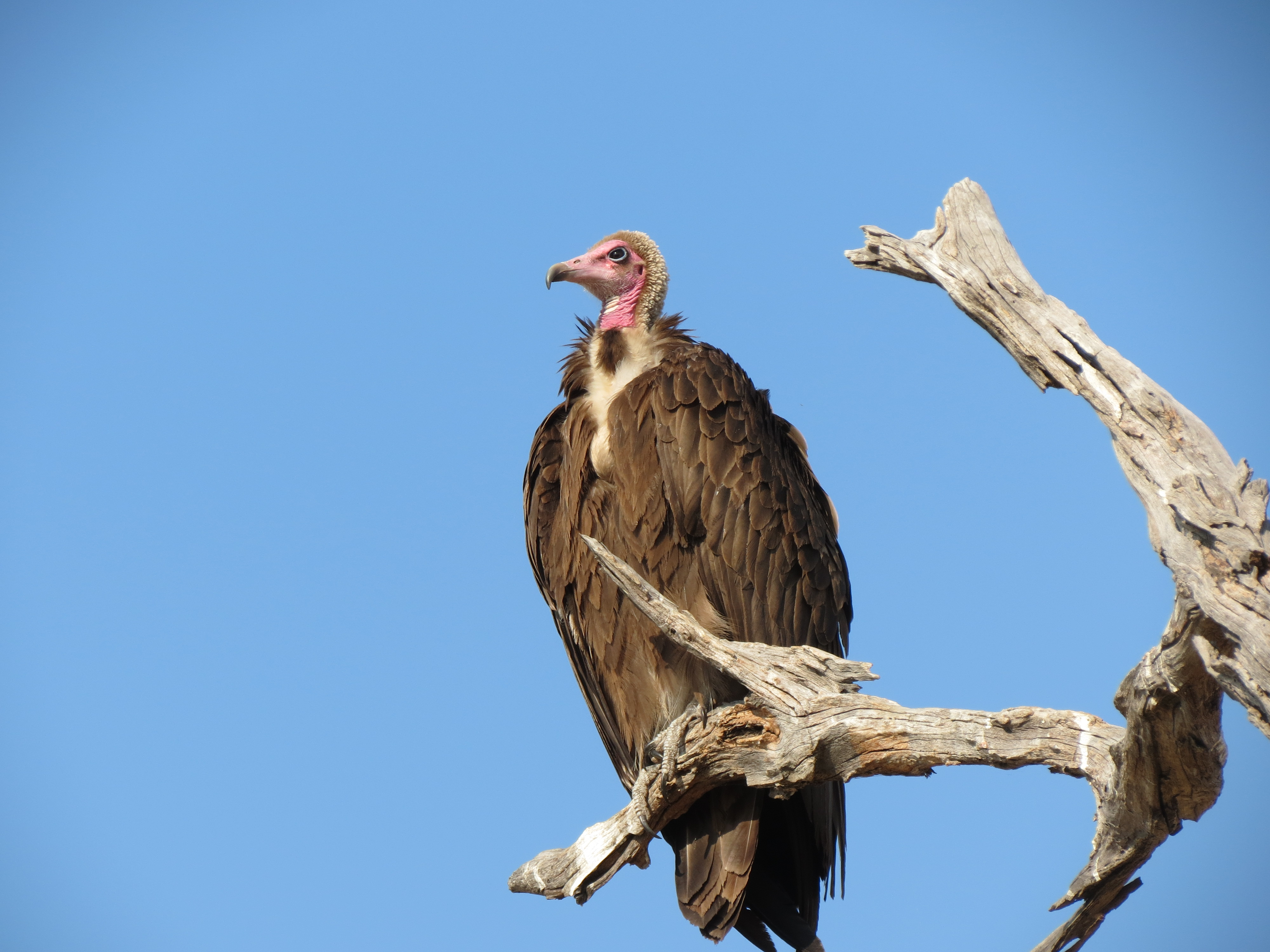
Moremi Game Reserve.

Il capovaccaio pileato è il rappresentante più piccolo e meno imponente della sua sottofamiglia, i Gipini. Misura infatti 62–72 cm di lunghezza e ha un'apertura alare di 155–165 cm. Pesa 1500-2600 g; le femmine sono leggermente più grandi dei maschi. Gli adulti presentano la parte posteriore del collo ricoperta di piumino bianco, che forma una sorta di cappuccio sulla testa, e un collare di piume bianche. La pelle nuda della faccia, generalmente grigiastra, può assumere una tonalità rosa brillante, rossa o perfino bluastra quando l'animale è agitato, a seguito della dilatazione dei vasi sanguigni del collo e della testa. Questa reazione è del tutto involontaria, e sembra essere una forma di allarme per i simili. Quando è spaventato, la pelle diviene pallida o bianco-grigiastra. Il piumaggio del capovaccaio pileato è color cioccolato con un po' di piume bianche sul petto e sulle cosce, più accentuate nei giovani. Il becco, lungo e sottile, rende l'uccello facilmente identificabile. In volo, le sue ali appaiono più corte, più larghe e meno appuntite di quelle del capovaccaio. Alla loro estremità si possono distinguere sei «dita» (le remiganti primarie) invece delle cinque del capovaccaio. La coda è squadrata, non appuntita, ed è interamente nera. Gli adulti presentano un caratteristico disegno sul sottoala, costituito dalle basi chiare delle remiganti. L'iride è bruna e grigiazzurra o grigiastra. I giovani somigliano agli adulti, ma hanno testa e collo ricoperti da un piumino marrone, gozzo scuro, faccia e parte anteriore del collo grigio-rosea, e non presentano alcun disegno sul sottoala.

## Distribuzione e habitat

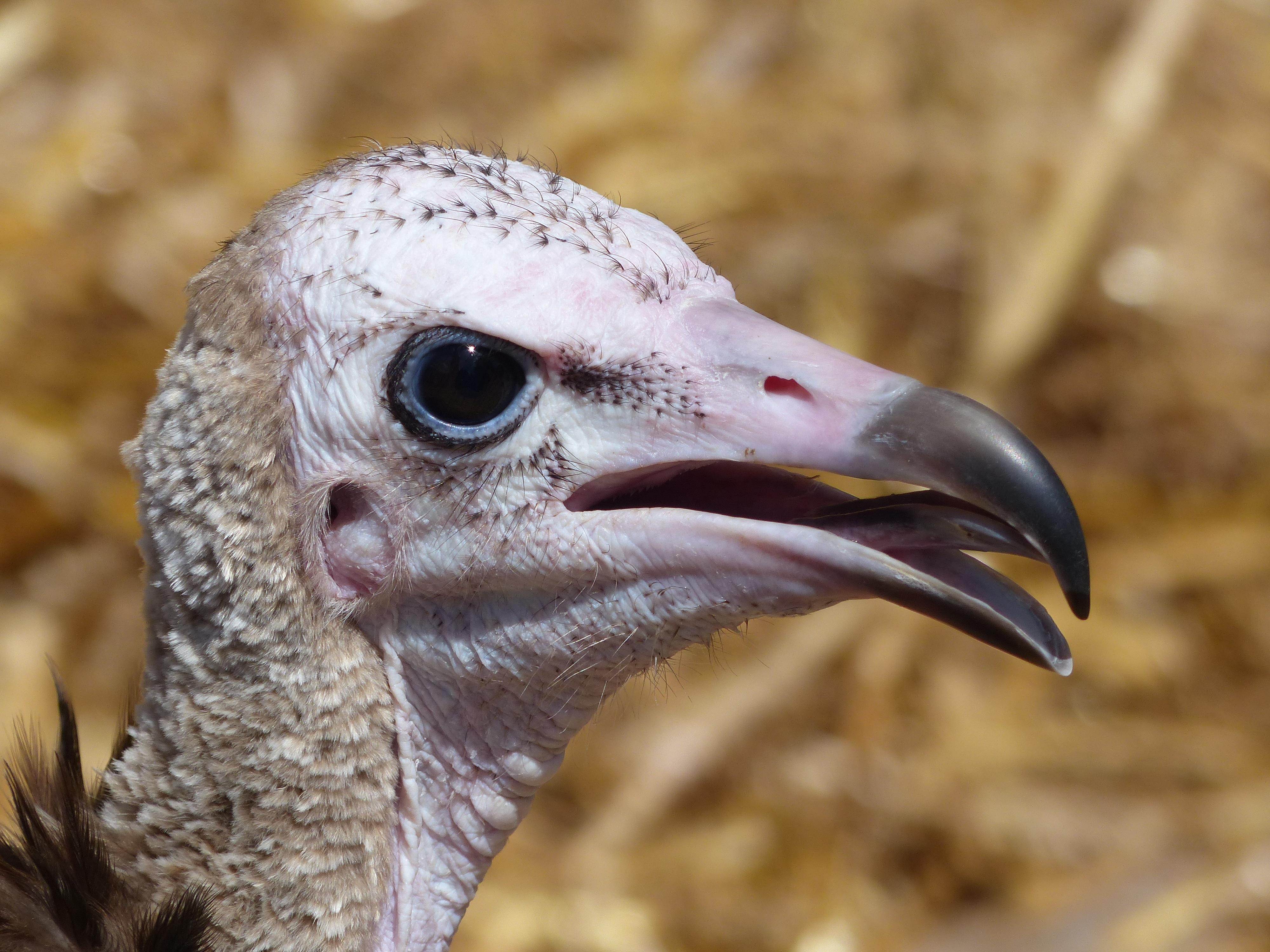
Testa

Il capovaccaio pileato è diffuso in gran parte dell'Africa sub-sahariana, dal Senegal e dalla Mauritania meridionale verso est, attraverso Niger meridionale e Ciad, fino a Sudan meridionale, Sudan del Sud, Etiopia e Somalia occidentale, verso sud fino a Namibia settentrionale e Botswana, e, attraverso lo Zimbabwe, al Mozambico meridionale e al Sudafrica nord-orientale. La specie è generalmente sedentaria, a parte alcune dispersioni registrate in esemplari non riproduttori e immaturi, e di alcuni spostamenti locali al seguito delle precipitazioni nel Sahel dell'Africa occidentale. I dati ricavati dagli studi e le osservazioni effettuate sembrano indicare che il capovaccaio pileato stia subendo un declino molto rapido in ogni parte del suo areale, tanto che gli studiosi ne stimano una popolazione massima di 197.000 esemplari.
In Africa occidentale e Somalia il capovaccaio pileato è in gran parte commensale dell'uomo ed è presente in una vasta gamma di ambienti aperti, coltivati e urbani; è assente solamente dalla zona della foresta equatoriale. Nella parte meridionale dell'areale, è molto meno comune, meno frequente attorno agli insediamenti umani, e relegato agli ambienti di savana all'interno di riserve di caccia e parchi nazionali. La sua distribuzione in Africa meridionale si sovrappone quasi perfettamente a quella di due specie arboree dalla chioma molto folta, Diospyros mespiliformis e Xanthocercis zambesiaca, in particolare in ambienti ripariali. In Africa occidentale è inoltre molto gregario, mentre in Africa meridionale viene generalmente avvistato da solo, in coppia, o in piccoli gruppi. In Botswana questa specie si associa ai branchi di licaoni e in Uganda si rinviene spesso in compagnia dei marabù.

## Biologia

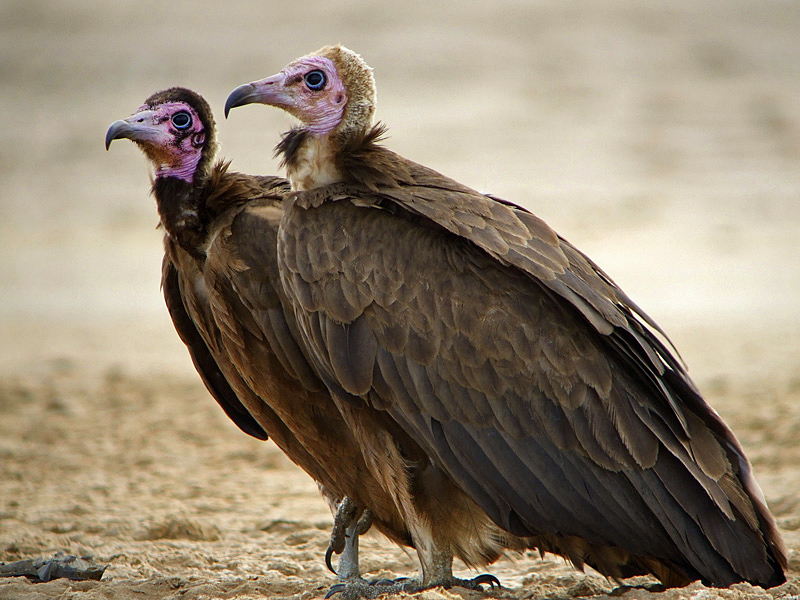
Due capovaccai pileati.

Il capovaccaio pileato è l'avvoltoio africano che ha più rapporti con l'uomo. È possibile infatti vederlo, in gruppi numerosi, nelle vicinanze dei centri abitati, e in particolare di mercati, mattatoi e in ogni altro luogo dove abbondano i rifiuti: il capovaccaio pileato è il vero netturbino di molti paesi africani; per i servizi che presta, di solito non viene disturbato, sicché spesso lo si incontra mentre cammina fra la gente, senza il minimo timore dell'uomo. Fuori dei centri abitati non è molto numeroso e non forma mai colonie.
Le piccole dimensioni gli permettono di non dover attendere molto al mattino, prima di salire in quota, così è uno dei primi nello scoprire i cadaveri degli animali uccisi nella notte. Ma, una volta sulla preda, la sua piccolezza diventa uno svantaggio, infatti non è in grado di dilaniarla da solo e deve aspettare l'arrivo di avvoltoi più grandi, che poi lo sopraffanno. Completa la dieta con locuste, termiti e altri insetti; a volte lo si vede nei campi coltivati, fra i contadini, mentre divora gli insetti che il lavoro agricolo mette allo scoperto.

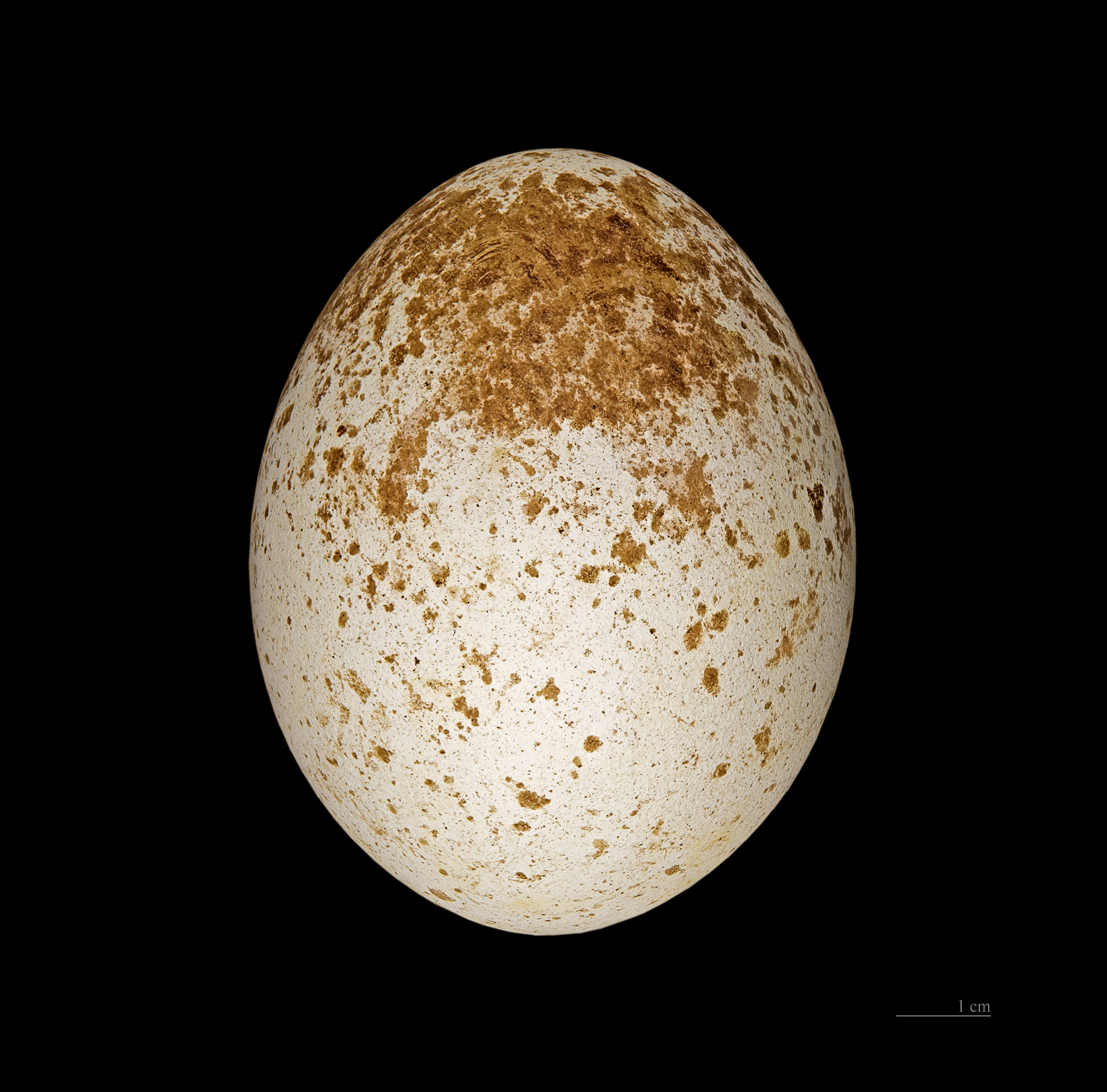
Uovo.

In qualsiasi stagione dell'anno si vedono in tutta l'Africa coppie di capovaccai pileati che allevano i piccoli; la parata nuziale, come per gli altri avvoltoi, non è vistosa: a volte il maschio fa brevi picchiate sulla femmina, che gira goffamente su sé stessa con le zampe tese. Costruisce il nido su un albero, possibilmente un baobab. Talora utilizza il nido abbandonato da un altro uccello, rivestendolo di foglie, piume e materiali d'ogni genere; la femmina depone un solo uovo. Ambedue i genitori, ma soprattutto la femmina, covano per sei settimane e mezza. Il ruolo del maschio è soprattutto quello di procurare il cibo, che poi rigurgita sul bordo del nido. A tre mesi e mezzo il pulcino è in grado di arrampicarsi sui rami, e un paio di settimane dopo vola per la prima volta, anche se deve trascorrere ancora un mese prima che si emancipi. La coppia non si separa, dopo l'allevamento; conserva una stabilità permanente e tutti gli anni torna a covare nello stesso nido.

## Conservazione
La IUCN Red List classifica Necrosyrtes monachus come specie in pericolo critico  di estinzione (Critically Endangered).
I principali fattori di minaccia per questa specie sono gli avvelenamenti accidentali, le catture per ricavare farmaci tradizionali e carne, e la persecuzione diretta. In alcuni luoghi, infatti, la carne di capovaccaio pileato viene venduta come carne di pollo. Gli avvelenamenti intenzionali possono essere messi in pratica dai bracconieri per tenere segreta la localizzazione delle loro vittime. In Africa orientale molti esemplari muoiono a causa di avvelenamenti accidentali dopo aver mangiato la carne di carcasse-esca di bovini domestici trattati con pesticidi al carbofurano destinate ai grandi predatori. La specie è diminuita anche in seguito ai miglioramenti apportati dal punto di vista igienico e di smaltimento dei rifiuti in alcune aree del continente. Il capovaccaio pileato può essere inoltre minacciato dal virus dell'influenza aviaria (H5N1), con il quale entra probabilmente in contatto mangiando carcasse di polli infetti.